# Дејанира
Дејанира (Δηϊάνειρα или Δῃάνειρα), чије име значи „уништитељка мушкараца“ или „уништитељка свог мужа“, је у грчкој митологији била кћи Алтеје и калидонског краља Енеја, Мелеагрова сестра и Хераклова супруга. Према другом предању, њен отац је бог Дионис, који је боравио на двору краља Енеја, који је и спасао своју кћерку од судбине која је задесила њене сестре да буде преображена у морку. Као њен отац се помиње и Дексамен. Он је силом хтео да је уда за Еуритиона, али га је убио Херакле када је дошао по младу. У овом случају, њено име је и Мнесимаха.

## Митологија
Када је Херакле сишао у Подземље сусрео је Мелегрову сен, која га је саветовала да се ожени Дејаниром. Херакле га је послушао и отишао у Калидон. Међутим, да би остварио своју намеру, морао је да се избори са ривалом, речним богом Ахелојем. Тек тада се оженио Дејаниром и заједно су се упутили до реке Еуена, где је кентаур Нес преносио путнике на другу обалу. Кентаур је прво пренео Дејаниру, али када је требало да се врати по Херакла, он је на другој обали покушао да силује Хераклову супругу. Међутим, Херакле га је усмртио отровном стрелом. На самрти, Нес је убедио Дејаниру да сачува његову крв, за коју је тврдио да је чудотворни афродизијак. Супружници су стигли на двор краља Кеика, у Трахин и тамо му помогли да победи Дриопе. У браку је Дејанира често остајала сама, јер је Херакле стално путовао. Са једног путовања је довео и заробљенике из Ехалије, између осталих и Јолу, кћерку краља Еурита. Уплашена због могуће супарнице, Дејанира је умочила Хераклову кошуљу у Несову крв и послала ју је мужу преко гласника Лихе. Када ју је обукао, отров му се пробио кроз кожу. Видевши агонију свог оца, Хил, рођен у браку са Дејаниром, оптужио је своју мајку, која се због тога убила заривши нож у прса. Као Хераклова и Дејанирина деца се помињу и Макарија, Глен, Онитеј, Ктесип и Ходит.

## У уметности
Дејанира је хероина Софоклове трагедије „Трахињанке“. У ликовној уметности, на црнофигуралним вазама је чест мотив био сукоб Херакла и Ахелоја или Неса због Дејанире.

## Друге личности
- Дејанира је назив још једне, мање познате личности, Амазонке, коју је Херакле убио током свог деветог задатка, када је требало да узме појас краљице Хиполите.[9]
- Дејанира је била и једна од Нереида.[4]
- Ликаонова кћерка, која је са Пелазгом имала сина Аутохтонија.[10]